# Bezirk Skałat

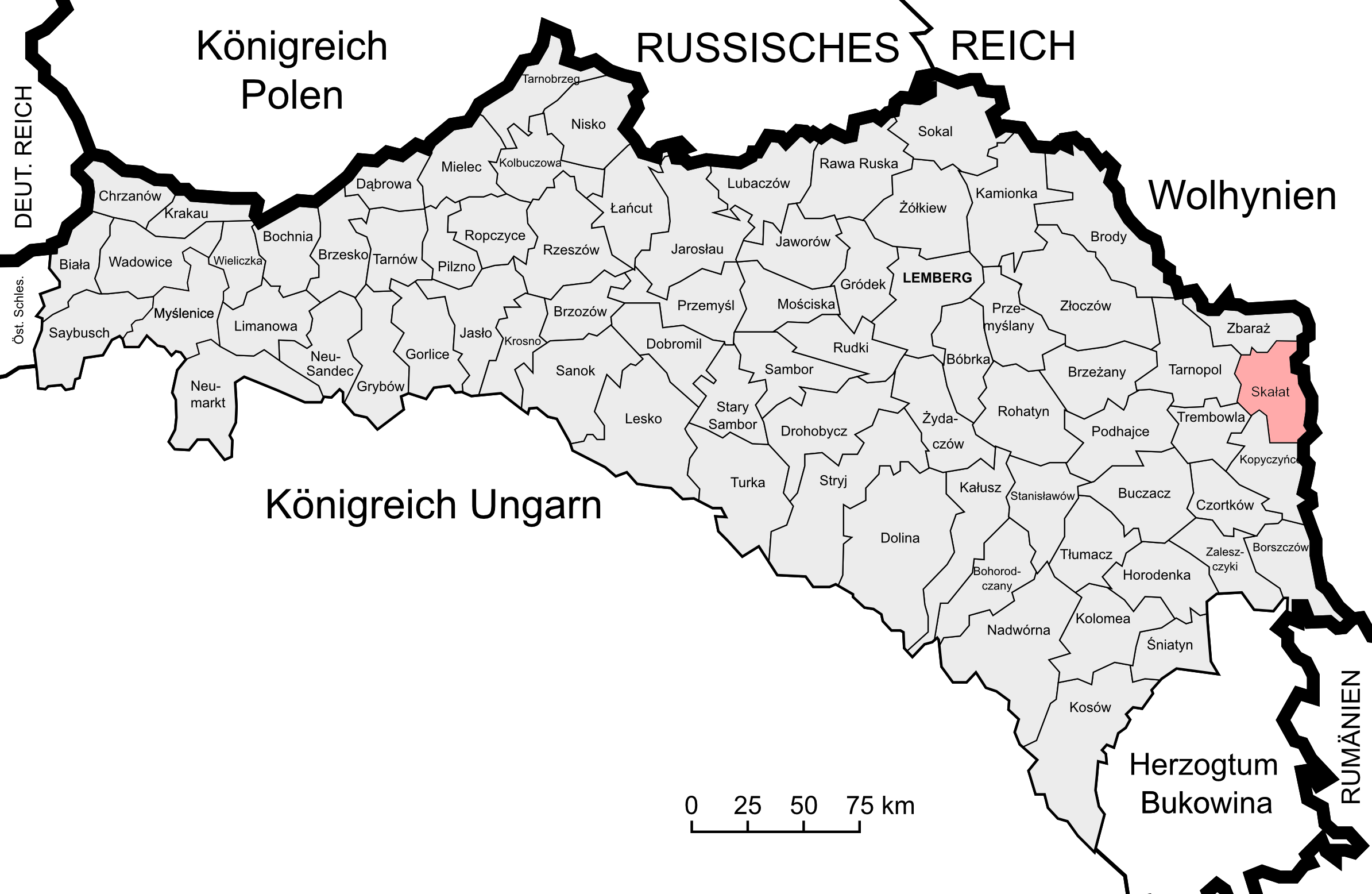
Lage des Bezirks Skałat im Kronland Galizien und Lodomerien

Der Bezirk Skałat war ein politischer Bezirk im Kronland Galizien und Lodomerien. Sein Gebiet umfasste Teile Ostgaliziens in der heutigen Westukraine (Oblast Ternopil, Rajon Pidwolotschysk und Rajon Hussjatyn sowie Rajon Terebowlja), Sitz der Bezirkshauptmannschaft war der Markt Skałat. Im November 1918 war der Bezirk nach dem Zusammenbruch der Donaumonarchie am Ende des Ersten Weltkriegs kurzzeitig Teil der Westukrainischen Volksrepublik.
Er grenzte im Norden an den Bezirk Zbaraż, im Osten an das Russische Kaiserreich, im Süden an den Bezirk Husiatyn, im Südwesten an den Bezirk Trembowla sowie im Westen an den Bezirk Tarnopol.

## Geschichte
Ein Vorläufer des späteren Bezirks (Verwaltungs- und Justizbehörde zugleich) wurde zum Ende des Jahres 1850 geschaffen, die Bezirkshauptmannschaft Skałat war dem Regierungsgebiet Stanislau unterstellt und umfasste folgende Gerichtsbezirke:
- Gerichtsbezirk Skałat
- Gerichtsbezirk Grzymałów
- Gerichtsbezirk Toki

Nach der Kundmachung im Jahre 1854 kam es am 29. September 1855 zur Einrichtung des Bezirksamtes Skałat (weiterhin für Verwaltung und Gerichtsbarkeit zuständig) innerhalb des Kreises Tarnopol.
Nachdem die Kreisämter Ende Oktober 1865 abgeschafft wurden und deren Kompetenzen auf die Bezirksämter übergingen, schuf man nach dem Österreichisch-Ungarischen Ausgleich 1867 auch die Einteilung des Landes in zwei Verwaltungsgebiete ab. Zudem kam es im Zuge der Trennung der politischen von der judikativen Verwaltung zur Schaffung von getrennten Verwaltungs- und Justizbehörden. Während die gerichtliche Einteilung weitgehend unberührt blieb, fasste man Gemeinden mehrerer Gerichtsbezirke zu Verwaltungsbezirken zusammen.
Der neue politische Bezirk Skałat wurde aus folgenden Bezirken gebildet:
- Bezirk Skałat (mit 26 Gemeinden)
- Bezirk Grzymałów (mit 33 Gemeinden)

Am 1. November 1897 nahm der bereits 1895 kundgemachte Gerichtsbezirk Podwołoczyska seine Arbeit auf.
Der Bezirk Skałat bestand bei der Volkszählung 1910 aus 66 Gemeinden sowie 58 Gutsgebieten und umfasste eine Fläche von 917 km². Hatte die Bevölkerung 1900 noch 91.763 Menschen umfasst, so lebten hier 1910 96.006 Menschen. Auf dem Gebiet lebten dabei mehrheitlich Menschen mit polnischer Umgangssprache (52 %) und griechisch-katholischem Glauben, Juden machten rund 13 % der Bevölkerung aus.

## Ortschaften
Auf dem Gebiet des Bezirks bestanden 1910 Bezirksgerichte in Grzymałów, Podwołoczyska und Skałat, diesen waren folgende Orte zugeordnet:
Gerichtsbezirk Grzymałów:
- Bilitówka (Bielenówka)
- Borki Małe
- Bucyki
- Dubkowce
- Eleonorówka
- Markt Grzymałów
- Hlibów
- Kałaharówka bestehend aus den Ortsteilen Kałaharówka, Kręciłów und Wychwatyńce (Czechowa)
- Kąt
- Kokoszyńce
- Kozina
- Krasne
- Leżanówka
- Łuka Mała
- Mazurówka
- Nowosiolka Grzymalowska
- Okno
- Ostapie
- Pajówka
- Podlesie Grzymałowskie
- Poznanka Hetmańska (Poznanka Komisarska)
- Przekalce
- Rasztowce
- Sadzawki
- Soroka
- Stawki Kraśnieńskie
- Markt Touste
- Wolica
- Zielona

Gerichtsbezirk Podwołoczyska:
- Bogdanówka
- Czerniszówka
- Dorofijówka
- Kaczanówka
- Kamionki
- Korszyłówka
- Mysłowa
- Orzechowiec
- Markt Podwołoczyska
- Rosochowaciec
- Staromiejszczyzna
- Supranówka
- Zadniszówka

Gerichtsbezirk Skałat:
- Chmieliska
- Faszczówka
- Hałuszczyńce
- Horodnica
- Iwanówka
- Kołodziejówka
- Krzywe
- Magdalówka
- Mołczanówka
- Nowosiółka Skałacka
- Panasówka
- Połupanówka
- Poznanka Gniła
- Rożyska
- Markt Skałat
- Skałat Stary
- Sorocko
- Stadt Tarnoruda
- Turówka
- Zarubińce
- Żerebki Królewskie
- Żerebki Szlacheckie